# Високошвидкісне газополуменеве напилювання

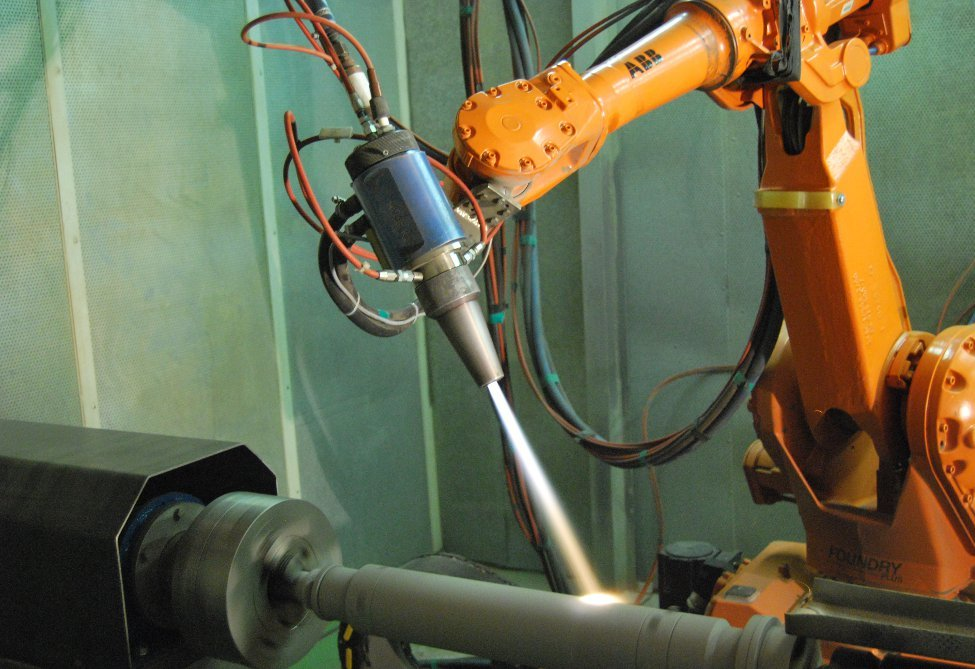
Високошвидкісне напилення антикорозійного покриття

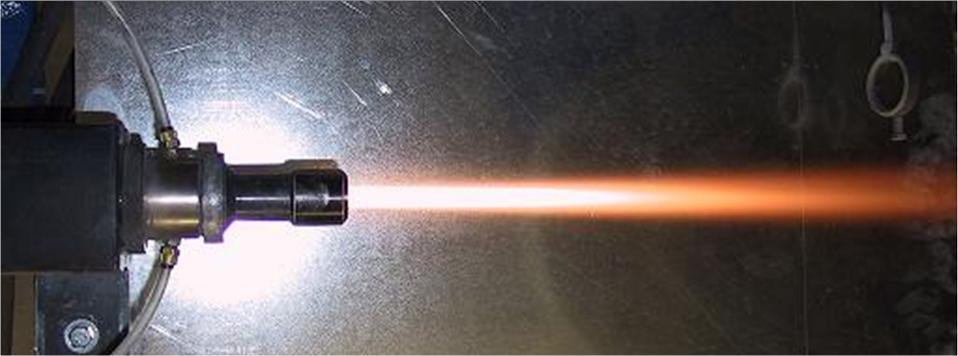
HVOF напилення металокерамічного порошку гасовим пальником

Високошвидкісне́ (надзвукове́) газополумене́ве напи́лювання (HVOF — англ. High velocity oxygen fuel — високошвидкісний киснево-паливний метод) — одна з технологій газотермічного напилення захисних покриттів, при якій порошковий матеріал наноситься на підкладку на високій (зазвичай до трьох швидкостей звуку) швидкості.

## Основні параметри
Для напилення використовують надзвуковий газовий струмінь, який формується спеціальним пальником з камерою прискорення ракетного типу при спаленні гасу, ацетилену, пропану, водню, пропілену або метил-ацетилену при тиску 0,6…0,8 МПа у суміші з киснем під тиском 1,2 МПа.
Швидкість струменя продуктів згоряння при способі HVOF сягає від 1350 до 2880 м/с, швидкість частинок матеріалу, що напилюється — від 300 до 1000 м/с, а температура горіння — 3100 °C.

## Історична довідка
Процес високошвидкісного газополуменевого напилення HVOF винайдено у 1958 в компанії Union Carbide Corporation, але вперше був застосований аж у 1980-х роках, після того, як Джеймс Браунінг (англ. James Browning) створив устаткування для високошвидкісного напилення. Ліцензії на устаткування було передане компанії Deloro Stellite, обладнання «JetKote» якої стало першим поширеним у практичному використанні. Услід за цим низка компаній запропонувала власні версії устаткування: «DiamondJet» від Sulzer Metco , «JP-5000» від TAFA, «Intelli-Jet» від фірми UniqueCoat Technologies, що сприяло швидкому поширенню технології. У 1992 Д.Браунінг запатентував також метод HVAF, як дешевшу альтернативу HVOF (англ. High velocity oxygen fuel — високошвидкісний повітряно-паливний метод).

## Технологія
З використанням високошвидкісного напилення наносяться покриття з карбідів Карбід вольфраму та хрому, порошків на базі нікелю, кобальту чи заліза. Важливою перевагою технології є малі значення механічних напружень розтягу в таких покриттях, що дозволяє отримувати шари товщиною до 5 мм.
Дослідженнями показано, що механічні властивості покриттів з карбіду вольфраму у випадку нанесення високошвидкісним методом виявилися вищими, ніж при плазмовому напиленні, напиленні газодинамічним методом у вакуумі чи детонаційним методом. Зокрема йде мова про високі адгезійні та когезійні властивості. Отриманий ефект пояснюється відносно низькою робочою температурою — до 3000°C і великими — до 500 м/с швидкостями руху частинок. Відзначена також висока якість покриттів WC-Co, отриманих тим же методом. Покриття відрізняються високою міцністю зчеплення з основою, щільністю, твердістю та збереженням значної масової частки (%) WC.
При реалізації технології дисперсність порошку повинна бути до 45 мкм, витрати порошку з керамічних матеріалів — 2…2,5 кг/год, а з металевих 4…6 кг/год.

## Застосування
Через високу швидкість потоку газу і розплавленого металу покриття присутня значна віддача, що практично повністю виключає можливість ручного нанесення покриттів. Для отримання однорідного шару рівномірної товщини в промисловості при нанесенні покриття високошвидкісним методом використовуються спеціальні роботизовані або механізовані установки.
Технологія широко застосовується для створення твердосплавних покриттів як екологічно чистіша і гнучкіша заміна гальванічних методів, хіміко-термічної обробки для захисту від корозії та зносу плунжерів, штоків компресорів і запірної арматури, шиберів, каландрових валів, деталей бурового та нафтовидобувного обладнання, авіаційної техніки. Технологія також застосовується для створення термобар'єрних покриттів деталей газотурбінних двигунів.